# Generation (album)
Albums de Anarchic System
Pussycat c'est la vie
(1974)
Generation est le second album du groupe Anarchic System, sorti en 1975 sous le label AZ.

## Liste des morceaux
| Face A | Face A     | Face A | Face A | Face A | Face A | Face A | Face A | Face A | Face A |
| No     | Titre      | Durée  |        |        |        |        |        |        |        |
| ------ | ---------- | ------ | ------ | ------ | ------ | ------ | ------ | ------ | ------ |
| 1.     | Generation | 19:15  |        |        |        |        |        |        |        |
| 19:15  |            |        |        |        |        |        |        |        |        |

| 1. | Nana Nana Guili Guili Gouzy Gouzy | 2:55 |
| 2. | 1945                              | 2:25 |
| 3. | Good Morning Love                 | 1:54 |
| 4. | Wish to Know Why                  | 2:32 |
| 5. | So is Life, Sad is Life           | 2:35 |
| 6. | Generation (version courte)       | 2:37 |

Toutes les chansons sont de P. de Senneville et O. Toussaint, sauf Good Morning Love, de I. Wira et C. Gordanne. Album enregistré et mixé au Studio 92 (face A et B1, B6) et Studio Doc (face A et B2-B5).

## Personnel
- Face A, musiciens dirigés par Hervé Roy.
- Face B, premier titre dirigé par R. Donnez, sixième titre dirigé par H. Roy, tous les autres titres dirigés par C. Gordanne.

## Distribution
- en France : Delphine Records, Distribution Discodis (index catalogue 700 005).